# 柏加馬前阿爾卑斯山脈

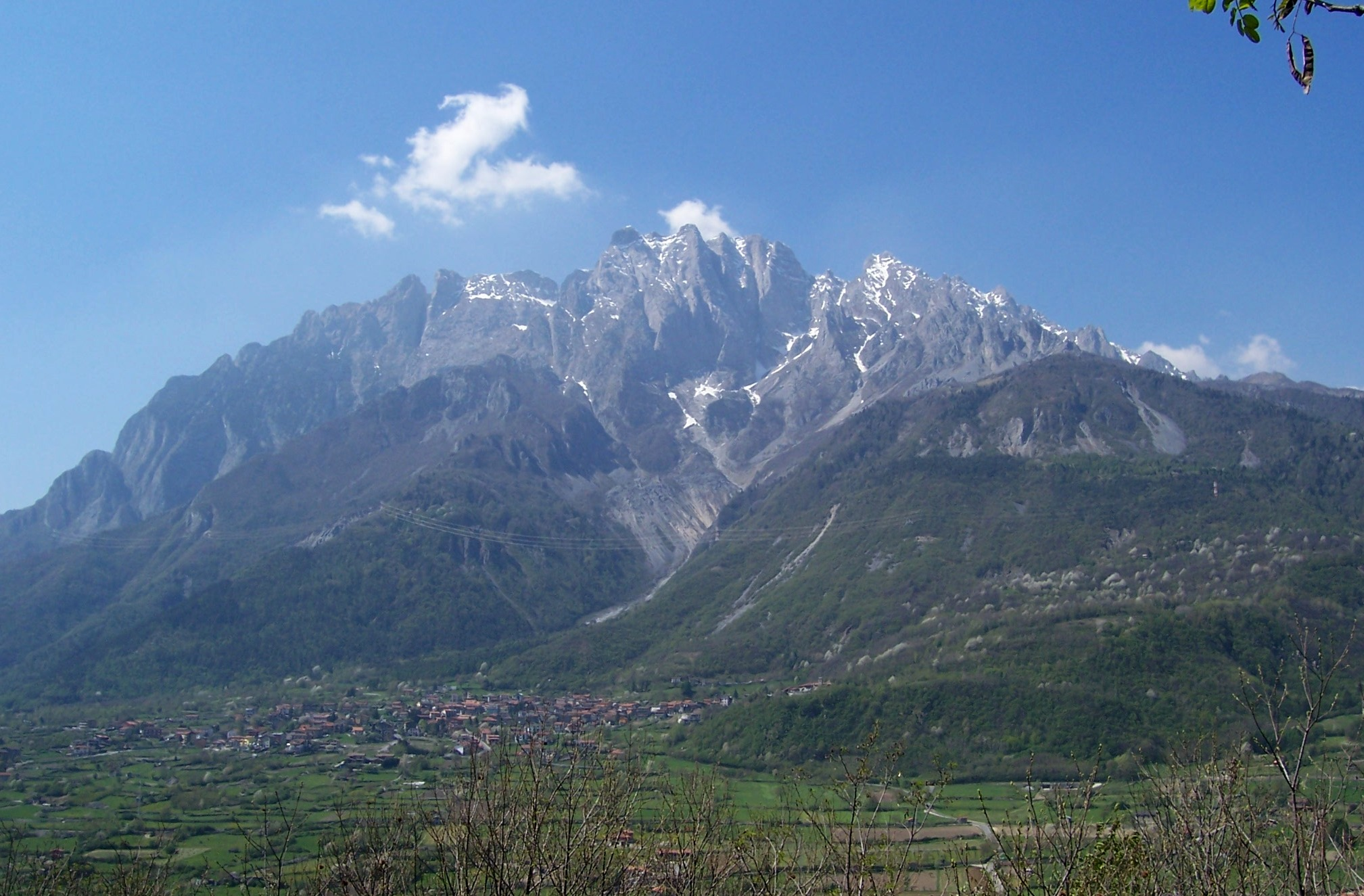

46°00′41″N 10°16′46″E / 46.01139°N 10.27944°E
柏加馬前阿爾卑斯山脈（義大利語：Prealpi Bergamasche），是意大利的山脈，位於該國北部，由倫巴第大區負責管轄，屬於柏加馬阿爾卑斯山脈的一部分，最高點是海拔高度2,549米的孔卡雷納山。